# Megalomyrmex mondabora
Megalomyrmex mondabora (лат.) — вид муравьёв рода Megalomyrmex из подсемейства мирмицины (Myrmicinae, Solenopsidini). Центральная Америка: Коста-Рика.

## Описание
Мелкие муравьи (около 5 мм) красновато-коричневого цвета, гладкие и блестящие. Ширина головы (HW) 0,70-0,75 мм, длина головы (HL) 0,80-0,85 мм, длина скапуса усика (SL) 0,93-1,00 мм.
Усики 12-члениковые с булавой из 3 сегментов. Формула нижнечелюстных и нижнегубных щупиков щупиков — 4,3. Жвалы с несколькими зубцами. Жало развито. Стебелёк между грудкой и брюшком состоит из двух члеников: петиоля и постпетиоля. Заднегрудка без проподеальных зубцов.
Ассоциированы с грибководами рода Apterostigma и Cyphomyrmex cornutus. Некоторые другие виды рода известны как специализированные социальные паразиты муравьёв-листорезов Attini, в гнёздах которых обитают и питаются в грибных садах вида-хозяина. Вид был впервые описан в 1990 году бразильским мирмекологом Карлосом Роберто Ф. Брандао (Dr. Carlos Roberto F. Brandão; Museu de Zoologia da Universidade de São Paulo, Сан-Пауло, Бразилия). Таксон включён в видовую группу Megalomyrmex silvestrii-group вместе с видами M. cuatiara, M. piriana, M. poatan M. silvestrii, M. symmetochus, M. tasyba.